# Élections législatives de 1936 dans la Loire-Inférieure
Les élections législatives françaises de 1936 ont lieu les 26 avril et 3 mai.

## Élus
| Député élu               | Groupe politique | Groupe politique |
| ------------------------ | ---------------- | ---------------- |
| Henri de La Ferronnays   |                  | NI               |
| Emerand Bardoul          |                  | URD              |
| Auguste Pageot           |                  | SFIO             |
| Eugène Alexis Le Roux    |                  | SFIO             |
| Maurice Thiéfaine        |                  | SFIO             |
| Jean Le Cour-Grandmaison |                  | NI               |
| Jacques de Juigné        |                  | NI               |
| François Blancho         |                  | SFIO             |
| Hubert de Montaigu       |                  | URD              |

## Résultats à l'échelle du département
| Partis         | Partis                                          | Premier tour | Premier tour | Deuxième tour | Deuxième tour | Sièges |
| Partis         | Partis                                          | Voix         | %            | Voix          | %             | Sièges |
| -------------- | ----------------------------------------------- | ------------ | ------------ | ------------- | ------------- | ------ |
|                | Républicains de gauche                          | 43 505       | 27,89        | 7 459         | 19,81         | 0      |
|                | Section française de l'Internationale ouvrière  | 42 805       | 27,44        | 20 009        | 53,15         | 4      |
|                | Fédération républicaine                         | 30 337       | 19,45        | 10 079        | 26,77         | 2      |
|                | Conservateur                                    | 29 548       | 18,94        |               |               | 3      |
|                | Parti républicain radical et radical-socialiste | 6 218        | 3,99         | 0             |               |        |
|                | Parti communiste-SFIC                           | 3 495        | 2,24         | 0             |               |        |
|                | Divers                                          | 84           | 0,05         | 100           | 0,27          | 0      |
|                |                                                 |              |              |               |               |        |
| Inscrits       | Inscrits                                        | 191 174      | 100,00       | 44 961        | 100,00        | 9      |
| Votants        | Votants                                         | 160 095      | 83,74        | 38 079        | 84,69         |        |
| Abstentions    | Abstentions                                     | 31 079       | 16,26        | 6 882         | 15,31         |        |
| Blancs et nuls | Blancs et nuls                                  | 4 103        | 2,56         | 432           | 1,13          |        |
| Exprimés       | Exprimés                                        | 155 992      | 97,44        | 37 647        | 98,87         |        |

## Résultats par arrondissement

### Arrondissement d'Ancenis
| Candidats      | Candidats              | Étiquette      | Premier tour | Premier tour |
| Candidats      | Candidats              | Étiquette      | Voix         | %            |
| -------------- | ---------------------- | -------------- | ------------ | ------------ |
|                | Henri de La Ferronnays | Conservateur   | 7 285        | 74,41        |
|                | Rabu                   | Rép. de gauche | 2 280        | 23,29        |
|                | Lambert                | PC-SFIC        | 121          | 1,24         |
|                | Angebaud               | SFIO           | 104          | 1,06         |
|                |                        |                |              |              |
| Inscrits       | Inscrits               | Inscrits       | 11 805       | 100,00       |
| Votants        | Votants                | Votants        | 10 244       | 86,78        |
| Abstention     | Abstention             | Abstention     | 1 561        | 13,22        |
| Blancs et nuls | Blancs et nuls         | Blancs et nuls | 454          | 4,43         |
| Exprimés       | Exprimés               | Exprimés       | 9 790        | 95,57        |

### Arrondissement de Chateaubriant
| Candidats      | Candidats       | Étiquette      | Premier tour | Premier tour |
| Candidats      | Candidats       | Étiquette      | Voix         | %            |
| -------------- | --------------- | -------------- | ------------ | ------------ |
|                | Emerand Bardoul | URD            | 9 823        | 58,16        |
|                | Ernest Bréant   | Rép. de gauche | 5 020        | 29,72        |
|                | Le Pecq         | Rép. de gauche | 1 242        | 7,35         |
|                | Evain           | SFIO           | 608          | 3,60         |
|                | Duguy           | PC-SFIC        | 196          | 1,16         |
|                |                 |                |              |              |
| Inscrits       | Inscrits        | Inscrits       | 20 425       | 100,00       |
| Votants        | Votants         | Votants        | 17 494       | 85,65        |
| Abstention     | Abstention      | Abstention     | 2 931        | 14,35        |
| Blancs et nuls | Blancs et nuls  | Blancs et nuls | 605          | 3,46         |
| Exprimés       | Exprimés        | Exprimés       | 16 889       | 96,54        |

### Arrondissement de Nantes

#### 1recirconscription
| Candidats      | Candidats       | Étiquette      | Premier tour | Premier tour | Deuxième tour | Deuxième tour |
| Candidats      | Candidats       | Étiquette      | Voix         | %            | Voix          | %             |
| -------------- | --------------- | -------------- | ------------ | ------------ | ------------- | ------------- |
|                | Auguste Pageot  | SFIO           | 10 470       | 48,27        | 11 859        | 54,06         |
|                | Francis Merlant | URD            | 9 413        | 43,40        | 10 079        | 45,94         |
|                | Ancelle         | PRRRS          | 746          | 3,44         |               |               |
|                | Le Guyader      | PC-SFIC        | 599          | 2,76         |               |               |
|                | Padel           | PRRRS          | 461          | 2,13         |               |               |
|                |                 |                |              |              |               |               |
| Inscrits       | Inscrits        | Inscrits       | 25 966       | 100,00       | 25 966        | 100,00        |
| Votants        | Votants         | Votants        | 21 890       | 84,30        | 22 138        | 85,26         |
| Abstention     | Abstention      | Abstention     | 4 076        | 15,70        | 3 828         | 14,74         |
| Blancs et nuls | Blancs et nuls  | Blancs et nuls | 201          | 0,92         | 200           | 0,90          |
| Exprimés       | Exprimés        | Exprimés       | 21 689       | 99,08        | 21 938        | 99,10         |

#### 2ecirconscription
| Candidats      | Candidats             | Étiquette      | Premier tour | Premier tour |
| Candidats      | Candidats             | Étiquette      | Voix         | %            |
| -------------- | --------------------- | -------------- | ------------ | ------------ |
|                | Eugène Alexis Le Roux | SFIO           | 8 320        | 50,41        |
|                | Le Gale               | Rép. de gauche | 6 155        | 37,29        |
|                | Le Bourdat            | PRRRS          | 1 127        | 6,83         |
|                | Cahour                | PC-SFIC        | 904          | 5,48         |
|                |                       |                |              |              |
| Inscrits       | Inscrits              | Inscrits       | 20 109       | 100,00       |
| Votants        | Votants               | Votants        | 16 683       | 82,96        |
| Abstention     | Abstention            | Abstention     | 3 426        | 17,04        |
| Blancs et nuls | Blancs et nuls        | Blancs et nuls | 177          | 1,06         |
| Exprimés       | Exprimés              | Exprimés       | 16 506       | 98,94        |

#### 3ecirconscription
| Candidats      | Candidats         | Étiquette      | Premier tour | Premier tour | Deuxième tour | Deuxième tour |
| Candidats      | Candidats         | Étiquette      | Voix         | %            | Voix          | %             |
| -------------- | ----------------- | -------------- | ------------ | ------------ | ------------- | ------------- |
|                | Armand Duez       | Rép. de gauche | 5 908        | 37,83        | 7 459         | 47,48         |
|                | Maurice Thiéfaine | SFIO           | 5 253        | 33,63        | 8 150         | 51,88         |
|                | Morice            | PRRRS          | 3 884        | 24,87        |               |               |
|                | Cadiou            | PC-SFIC        | 489          | 3,13         |               |               |
|                |                   | Divers         | 84           | 0,54         | 100           | 0,64          |
|                |                   |                |              |              |               |               |
| Inscrits       | Inscrits          | Inscrits       | 18 994       | 100,00       | 18 995        | 100,00        |
| Votants        | Votants           | Votants        | 15 884       | 83,63        | 15 941        | 83,92         |
| Abstention     | Abstention        | Abstention     | 3 110        | 16,37        | 3 054         | 16,08         |
| Blancs et nuls | Blancs et nuls    | Blancs et nuls | 266          | 1,67         | 232           | 1,46          |
| Exprimés       | Exprimés          | Exprimés       | 15 618       | 98,33        | 15 709        | 98,54         |

#### 4ecirconscription
| Candidats      | Candidats                | Étiquette      | Premier tour | Premier tour |
| Candidats      | Candidats                | Étiquette      | Voix         | %            |
| -------------- | ------------------------ | -------------- | ------------ | ------------ |
|                | Jean Le Cour-Grandmaison | Conservateur   | 14 050       | 82,49        |
|                | Gaston Larue             | SFIO           | 2 704        | 15,88        |
|                | Barthélémy Baraille      | PC-SFIC        | 278          | 1,63         |
|                |                          |                |              |              |
| Inscrits       | Inscrits                 | Inscrits       | 22 658       | 100,00       |
| Votants        | Votants                  | Votants        | 18 422       | 81,30        |
| Abstention     | Abstention               | Abstention     | 4 236        | 18,70        |
| Blancs et nuls | Blancs et nuls           | Blancs et nuls | 1 390        | 7,55         |
| Exprimés       | Exprimés                 | Exprimés       | 17 032       | 92,45        |

### Arrondissement de Paimboeuf
| Candidats      | Candidats         | Étiquette      | Premier tour | Premier tour |
| Candidats      | Candidats         | Étiquette      | Voix         | %            |
| -------------- | ----------------- | -------------- | ------------ | ------------ |
|                | Jacques de Juigné | Conservateur   | 8 213        | 57,34        |
|                | Fleury            | Rép. de gauche | 4 835        | 33,75        |
|                | Lefort            | SFIO           | 1 171        | 8,18         |
|                | Laine             | PC-SFIC        | 105          | 0,73         |
|                |                   |                |              |              |
| Inscrits       | Inscrits          | Inscrits       | 17 063       | 100,00       |
| Votants        | Votants           | Votants        | 14 594       | 85,53        |
| Abstention     | Abstention        | Abstention     | 2 469        | 14,47        |
| Blancs et nuls | Blancs et nuls    | Blancs et nuls | 270          | 1,85         |
| Exprimés       | Exprimés          | Exprimés       | 14 324       | 98,15        |

### Arrondissement de Saint-Nazaire

#### 1recirconscription
| Candidats      | Candidats        | Étiquette      | Premier tour | Premier tour |
| Candidats      | Candidats        | Étiquette      | Voix         | %            |
| -------------- | ---------------- | -------------- | ------------ | ------------ |
|                | François Blancho | SFIO           | 13 112       | 53,23        |
|                | Grimaud          | Rép. de gauche | 10 942       | 44,42        |
|                | Durand           | PC-SFIC        | 581          | 2,36         |
|                |                  |                |              |              |
| Inscrits       | Inscrits         | Inscrits       | 30 429       | 100,00       |
| Votants        | Votants          | Votants        | 24 983       | 82,10        |
| Abstention     | Abstention       | Abstention     | 5 446        | 17,90        |
| Blancs et nuls | Blancs et nuls   | Blancs et nuls | 348          | 1,39         |
| Exprimés       | Exprimés         | Exprimés       | 24 635       | 98,61        |

#### 2ecirconscription
| Candidats      | Candidats          | Étiquette      | Premier tour | Premier tour |
| Candidats      | Candidats          | Étiquette      | Voix         | %            |
| -------------- | ------------------ | -------------- | ------------ | ------------ |
|                | Hubert de Montaigu | URD            | 11 101       | 56,90        |
|                | Crusson            | Rép. de gauche | 4 294        | 22,01        |
|                | Debatisse          | Rép. de gauche | 2 461        | 12,61        |
|                | Vinçon             | SFIO           | 1 063        | 5,45         |
|                | Castille           | Rép. de gauche | 368          | 1,89         |
|                | Mahé               | PC-SFIC        | 222          | 1,14         |
|                |                    |                |              |              |
| Inscrits       | Inscrits           | Inscrits       | 23 725       | 100,00       |
| Votants        | Votants            | Votants        | 19 901       | 83,88        |
| Abstention     | Abstention         | Abstention     | 3 824        | 16,12        |
| Blancs et nuls | Blancs et nuls     | Blancs et nuls | 392          | 1,97         |
| Exprimés       | Exprimés           | Exprimés       | 19 509       | 98,03        |